# Puerto Rico i olympiska sommarspelen 1992
Puerto Rico deltog i de olympiska sommarspelen 1992 med en trupp bestående av 75 deltagare.

## Baseboll
Rankningrunda
| Nation                  | Segrar | Förluster | Tiebreaker |
| ----------------------- | ------ | --------- | ---------- |
| Kuba                    | 7      | 0         |            |
| Japan                   | 5      | 2         |            |
| Kinesiska Taipei        | 5      | 2         | 1-0        |
| USA                     | 5      | 2         | 0-1        |
| Puerto Rico             | 2      | 5         | 2-0        |
| Dominikanska republiken | 2      | 5         | 1-2        |
| Italien                 | 1      | 6         | 0-2        |
| Spanien                 | 1      | 6         |            |

## Basket
Herrar
Gruppspel
| Nr | Lag         | S | V | O | F | GM  | IM  | MS   | P |
| -- | ----------- | - | - | - | - | --- | --- | ---- | - |
| 1  | OSS         | 5 | 4 | 0 | 1 | 425 | 373 | +52  | 9 |
| 2  | Litauen     | 5 | 4 | 0 | 1 | 481 | 424 | +57  | 9 |
| 3  | Australien  | 5 | 3 | 0 | 2 | 432 | 396 | +36  | 8 |
| 4  | Puerto Rico | 5 | 3 | 0 | 2 | 445 | 440 | +5   | 8 |
| 5  | Venezuela   | 5 | 1 | 0 | 4 | 392 | 427 | −35  | 6 |
| 6  | Kina        | 5 | 0 | 0 | 5 | 381 | 496 | −115 | 5 |

| Hemma \ Borta | Australien | Kina   | OSS    | Litauen | Puerto Rico | Venezuela |
| Australien    | —          | 88–66  | 63–85  | 87–98   | 116–76      | 78–71     |
| Kina          | 66–88      | —      | 84–100 | 75–112  | 68–100      | 88–96     |
| OSS           | 85–63      | 100–84 | —      | 92–80   | 70–82       | 78–64     |
| Litauen       | 98–87      | 112–75 | 80–92  | —       | 104–91      | 87–79     |
| Puerto Rico   | 76–116     | 100–68 | 82–70  | 91–104  | —           | 96–82     |
| Venezuela     | 71–78      | 96–88  | 64–78  | 79–87   | 82–96       | —         |

Slutspel
|  | Kvartsfinaler | Kvartsfinaler |              |     | Semifinaler | Semifinaler |            |            | Final      | Final |
|  | 0             | 0             | 0            | 0   | 0           | 0           | 0          | 0          | 0          | 0     |
|  |               |               | 0            | 0   |             |             | 0          | 0          |            |       |
|  |               |               | 0            | 0   |             |             | 0          | 0          |            |       |
|  | 0 USA         | 0115          | 0            | 0   |             |             | 0          | 0          |            |       |
|  | 0 USA         | 0115          | 0            | 0   |             |             | 0          | 0          |            |       |
|  | 0 Puerto Rico | 077           | 0            | 0   |             |             | 0          | 0          |            |       |
|  | 0 Puerto Rico | 077           | 0            | 0   | 0 USA       | 0127        | 0          | 0          |            |       |
|  |               |               | 0            | 0   | 0 USA       | 0127        | 0          | 0          |            |       |
|  | 0             | 0 Litauen     | 0            | 076 | 0           |             |            | 0          |            |       |
|  | 0             | 0 Litauen     | 0            | 076 | 0           | 0 Litauen   | 0114       | 0          |            |       |
|  | 0             |               |              |     |             | 0 Litauen   | 0114       | 0          |            |       |
|  | 0             | 0 Brasilien   | 096          | 0   |             |             |            | 0          |            |       |
|  | 0             | 0 Brasilien   | 096          | 0   | 0 USA       | 0117        |            | 0          |            |       |
|  | 0             |               |              | 0   | 0 USA       | 0117        |            | 0          |            |       |
|  | 0             | 0             | 0 Kroatien   | 0   | 085         |             |            |            |            |       |
|  | 0             | 0             | 0 Kroatien   | 0   | 085         | 0 OSS       | 083        |            |            |       |
|  | 0             | 0             |              |     |             |             | 083        |            |            |       |
|  | 0             | 0             | 0 Tyskland   | 076 | 0           |             |            |            |            |       |
|  | 0             | 0             | 0 Tyskland   | 076 | 0           | 0 OSS       | 074        | Bronsmatch | Bronsmatch |       |
|  | 0             | 0             |              |     | 0           | 0 OSS       | 074        | Bronsmatch | Bronsmatch |       |
|  | 0             | 0             | 0 Kroatien   | 075 | 0           | 0           |            |            |            |       |
|  | 0             | 0             | 0 Kroatien   | 075 | 0           | 0           | 0 Kroatien | 098        | 0 OSS      | 078   |
|  | 0             | 0             |              |     | 0           | 0           | 0 Kroatien | 098        | 0 OSS      | 078   |
|  | 0             | 0             | 0 Australien | 065 | 0           | 0           | 0 Litauen  | 082        |            |       |
|  | 0             | 0             | 0 Australien | 065 | 0           | 0           | 0 Litauen  | 082        |            |       |
|  |               |               |              |     |             |             |            |            |            |       |
|  |               |               |              |     |             |             |            |            |            |       |

## Boxning
Lätt flugvikt
- Nelson Dieppa
  - Första omgången — Förlorade mot Daniel Petrov (BUL), 7:10

Flugvikt
- Angel Chacón
  - Första omgången — Förlorade mot David Serradas (VEN), 3:12

Bantamvikt
- Harold Ramírez
  - Första omgången — Förlorade mot Sergio Reyes (USA), 1:10

Fjädervikt
- Carlos Gerena
  - Första omgången — Besegrade Narendar Singh Bisth (USA), 20:11
  - Andra omgången — Förlorade mot Hocine Soltani (ALG), 0:23

Weltervikt
- Aníbal Acevedo
  - Första omgången — Besegrade Harry Simon (NAM), 13:11
  - Andra omgången — Besegrade Stefen Scriggins (AUS), 16:3
  - Kvartsfinal — Besegrade Francisc Vaştag (ROM), 20:9
  - Semifinal — Förlorade mot Juan Hernández Sierra (CUB), 2:11 →  Brons

Lätt mellanvikt
- Miguel Jiménez
  - Första omgången — Förlorade mot Furas Hashim (IRQ), 3:10

Mellanvikt
- Richard Santiago
  - Första omgången — Förlorade mot Sven Ottke (GER), 2:15

Lätt tungvikt
- Alex González
  - Första omgången — Förlorade mot Wojciech Bartnik (POL), 3:6

## Brottning
Fjädervikt, fristil
- Anibál Nieves

Mellanvikt, fristil
- José Betancourt

Lätt tungvikt, fristil
- Daniel Sánchez

Supertungvikt, fristil
- Rodney Figueroa

## Friidrott
Herrarnas 200 meter
- Edgardo Guilbe

Herrarnas maraton
- Jorge González

Herrarnas 400 meter häck
- Domingo Cordero
  - Heat — 50,19 (→ gick inte vidare, ingen placering)

Herrarnas längdhopp
- Michael Francis
  - Kval — 7,47 m (→ gick inte vidare)

- Elmer Williams
  - Kval — 7,70 m (→ gick inte vidare)

Herrarnas stavhopp
- Edgar Díaz
  - Kval — 5,50 m (→ gick inte vidare)

Damernas 100 meter
- Myra Mayberry-Wilkinson

Damernas 400 meter
- Myra Mayberry-Wilkinson

## Gymnastik
Herrarnas fristående
- Victor Colon

Herrarnas hopp
- Victor Colon

Herrarnas barr
- Victor Colon

Herrarnas räck
- Victor Colon

Herrarnas ringar
- Victor Colon

Herrarnas bygelhäst
- Victor Colon

## Judo
Herrarnas extra lättvikt
- Luis Martínez

Damernas halv lättvikt
- Lisa Boscarino

Damernas lättvikt
- Maniliz Segarra

Damernas tungvikt
- Nilmaris Santini

## Segling
Herrarnas finnjolle
- José Sambolin

Tornado
- Enrique Figueroa och Oscar Mercado

Damernas lechner
- Lucia Martínez
  - Slutlig placering — 205,0 poäng (→ 19:e plats)

## Tennis
Herrsingel
- Juan Rios
  - Första omgången — Förlorade mot Omar Camporese (Italien) 2-6, 2-6, 0-6

Herrdubbel
- Juan Rios och Miguel Nido
  - Första omgången — Förlorade mot Omar Camporese och Diego Nargiso (Italien) 1-6, 2-6, 3-6